# دغناش بني
دغناش بني (الاسم العلمي: Pyrrhula nipalensis)، هو نوع من الطيور المغردة يتبع جنس الدغانيش من فصيلة الشرشوريات ضمن رتبة العصفوريات. يتواجد في بوتان والصين والهند وباكستان وتايوان والنيبال وميانمار. الدغناش البني صغير نسبياً ويصل طوله إلى 16.5 سم. ويستوطن الغابات المعتدلة والغابات الجبلية الرطبة شبه الاستوائية أو المدارية. ويتغذى على المكسرات والصنوبريات.